# Liste de prix littéraires français
Voici une liste de prix littéraires français par classement alphabétique.

## 1-9
- Prix 3466, créé en 2022

## A
- Prix de l'Académie française, premier prix créé en 1834
- Grand prix de poésie de l'Académie française, créé en 1957
- Prix de l'Académie des littératures 1900-1950, créé en 2016.
- Prix littéraire de l'Académie rhénane (anciennement Académie des Marches de l'Est) depuis 1990 à Strasbourg
- Prix Achille-Allier, créé en 1991 par le conseil général de l'Allier.
- Prix de l'AFPEAH, créé en 2018
- Prix Alain-Decaux de la francophonie, créé en 1999
- Prix Albert-Camus, créé en 1987
- Prix Albert-Londres, créé en 1933
- Prix Albert-Uderzo (2003-2007)
- Prix Alexandra-David-Néel/Lama-Yongden a été créé en 1986, portant le nom de l'exploratrice et de son fils adoptif.
- Prix Alexis-de-Tocqueville, créé en 1979
- Prix Arts et Lettres de France, créé en 1974
- Prix de l'Académie des sciences d'outre-mer, premier prix créé en 1934
- Prix Alain-Dorémieux, créé en 2000 (meilleur jeune auteur de SF)
- Prix Alberto-Benveniste, créé en 2002
- Prix Amélie-Murat, créé en 1953
- Prix des Ambassadeurs, créé en 1948
- Prix Amerigo-Vespucci, créé en 1990
- Prix Amerigo-Vespucci Jeunesse, créé en 1990
- Prix Amerigo-Vespucci de la BD géographique, créé en 2016
- Prix Anaïs-Nin, créé en 2015
- Grand prix de la ville d'Angoulême, créé en 1974
- Prix Apicius, créé en 2013
- Prix Apollo, créé en 1972 et supprimé après 1990
- Prix littéraire de l'Armée de terre - Erwan Bergot, créé en 1995
- Prix Arménia, créé en 2007
- Prix Antonin-Artaud, créé en 1951
- Prix Arverne, créé en 2007
- Prix Aujourd'hui, créé en 1962
- Prix Aznavour des mots d'amour, créé en 2023[1]
- Prix Audiolib[2]

## B-C
- Prix Bernard-Mazières du livre politique, créé en 2014
- Prix de bibliographie, créé en 1998
- Grand prix de la biographie politique du Touquet-Paris-Plage, créé en 2007
- Prix Biguet, créé en 1976
- Prix Boccace, créé en 2011
- Grand Prix de la Ville de Bordeaux, créé dans les années 1960
- Prix des bouquinistes, créé en 1953
- Prix littéraire des Caraïbes, créé en 1965
- Prix Carbet de la Caraïbe, créé en 1990
- Prix du cardinal Lustiger, créé en 2012
- Prix Cazes, créé en 1935
- Cezam Prix Littéraire Inter CE, créé en 1997
- Prix Charles-Aznavour, créé en 2006
- Prix littéraire Charles-Brisset, créé en 1992
- Prix Charles-Exbrayat, créé en 1989
- Prix Charles-Péguy
- Prix Chartier, créé en 2000
- Prix Chatrian, créé en 1950 et supprimé après 1977
- Prix Centauriades, créé en 2002 (meilleur beau-livre sur le cheval)
- Prix Chateaubriand, créé en 1975
- Prix Château de Versailles du livre d'histoire, créé en 2018
- Prix de Chlore, créé en 2016 pour récompenser la meilleure scène de piscine
- Prix Clarens du journal intime, créé en 2019
- Prix Claude-Chabrol, créé en 2011
- Prix Claude-Nougaro, créé en 2006
- Prix Claude-Seignolle, créé en 2003 (ancien prix Paul Sébillot de folklore français)
- Prix de la Closerie des Lilas, créé en 2012.
- Prix Combourg-Chateaubriand, créé en 1998
- Prix Contre-point, créé en 1971
- Prix Corinne-Vuillaume, créé en 2016 (meilleur auteur de nouvelles)
- Prix Cosmos 2000, créé en 1982 et supprimé en 1996
- Prix CNOSF, créé en 2005 (meilleur livre de sport illustré)
- Prix La Coupole, créé en 2004 (initialement Prix Le Vaudeville)
- Grand prix de la Critique littéraire, créé en 1948
- Prix de la Fondation Charles-Oulmont, créé en 1983. Fondation Charles-Oulmont

## D-E
- Prix des Découvreurs, créé en 1997
- Prix Décembre (ex-Prix Novembre), créé en 1989
- Prix Denis-Tillinac, créé en 2022
- Prix des Deux Magots, créé en 1933
- Prix des Dix, remis en 1944[3]
- Prix de L'Échappée littéraire, créé en 2005
- Prix Écrire la Ville, crée en 2016
- Prix des écrivains croyants, créé en 1979
- Prix Edmée-de-La-Rochefoucauld, créé en 2000
- Prix Édouard-Carlier, créé en 2004
- Prix Édouard-Glissant, créé en 2002
- Prix  Edgar-Faure de littérature politique, créé en 2007
- Prix Elbakin.net, créé en 2010
- Prix Élie-Faure, créé en 1980
- Prix Émile-Guimet de littérature asiatique, créé en 2017
- Prix Émile Le Senne, créé en 1917
- Prix Emmanuel-Roblès, créé en 1991
- Prix Encre Marine, créé en 1991
- Prix ENS Paris-Saclay, créé en 2000
- Prix Entre guillemets
- Prix Éthiophile, créé en 2015
- Prix Étrange Grande, créé en 2022
- Prix Envoyé par La Poste, créé en 2015
- Grand prix des lectrices de Elle, créé en 1970
- Prix littéraire des étudiants de Sciences Po, créé en 2019
- Grand prix international Eugène-Guillevic, poésie
- Prix Eugène Rambert, créé en 1898, ce faisant est un des plus vieux prix littéraires francophones
- Prix Marie-Thérèse-Eyquem, créé en 1985

## F
- Prix Femina, créé en 1904
- Prix Femina étranger créé en 1985
- Prix Fénéon créé en 1949
- Prix du Festival de Cognac, créé en 1983 (catégories « Prix du roman noir français », « Prix du roman noir étranger » et « Prix du roman policier français »)
- Prix de Flore, créé en 1994
- Prix de la Fondation Louise Weiss, créé en 1971
- Prix de la Fondation Pierre-Lafue, créé en 1977
- Prix littéraire de la Fondation Prince-Pierre-de-Monaco (ex-« Prix littéraire Rainier-III »), créé en 1951
- Prix France Culture, créé en 1979
- Prix France Culture-Télérama, créé en 2006
- Prix France-Liban de l'ADELF
- Prix France Télévisions
- Prix Françoise-Sagan, créé en 2010
- Prix François-Morellet, créé en 2016
- Prix francophone de poésie Amélie-Murat de la Ville de Clermont-Ferrand, créé en 1953

## G
- Prix Gabrielle-d'Estrées, créé en 1986
- Prix Georges-Brassens[4], créé en 1986
- Prix Gérard de Nerval, créé en 1991[5]
- Prix Gironde-Nouvelles-Écritures, créé en 1990
- Prix international de poésie francophone Yvan-Goll
- Prix Gisèle Halimi, créé en 2023
- Prix Goncourt, créé en 1903
- Prix Goncourt des animaux, créé en 1982
- Prix Goncourt des lycéens, créé en 1988
- Prix Goya du premier roman, créé en 1990
- Prix Grand Siècle Laurent-Perrier, créé en 1965
- Prix Grand Témoin La France Mutualiste, créé en 2003
- Prix littéraire Grégoire de Narek, créé en 2010
- Prix Guillaume-le-Conquérant, créé en 1990
- Prix du Guesclin, créé en 2010
- Prix Apollinaire, créé en 1941
- Prix Gulli du Roman, créé en 2012
- Prix Gutenberg, créé en 1985
- Prix Guizot-Calvados, créé en 1993
- Concours de la Nouvelle George Sand, créé en 2004.

## H-I
- Prix Handi-Livres, créé en 2010
- Prix Hassan II des Quatre Jurys (ex-« Prix Méridien des Quatre Jurys »), créé en 1952
- Grand prix de l'héroïne Madame Figaro, créé en 2006
- Prix littéraire des hebdos en région, créé en 2008
- Prix international Hemingway (créé en 2005 récompense des Nouvelles)
- Prix Henri-Hertz, créé en 1986
- Prix Henri-Verneuil, créé en 2008
- Prix L'Honneur en action (initialement Prix Honneur et Patrie), créé en 2004
- Prix Hors Concours, créé en 2016
- Prix Hugues-Capet, créé en 1994[6]
- Grand prix de l'humour noir, créé en 1954
- Grand prix de l'Imaginaire, créé en 1974 (ex-« grand prix de la science-fiction française », rebaptisé à partir du Palmarès 1992)
- Prix Imaginales, créé en 2002
- Prix des Impertinents, créé en 2009
- Prix de la traduction Inalco-Vo/Vf (d), créé en 2019
- Prix des Incorruptibles, créé en 1988
- Prix Interallié, créé en 1930

## J-K
- Prix Jacques-Lacarrière, créé en 2018
- Prix Jackie-Bouquin, créé en 1989
- Prix Jacques-Chardonne, créé en 1986
- Prix Jacques-Normand de la Société des gens de lettres, attribué de 1919 à 1992
- Prix littéraire des Jeunes européens, créé en 1996
- Prix du jeune écrivain de langue française, créé en 1997
- Prix du jeune écrivain de langue française, créé en 1984
- Prix Jean-Arp de littérature francophone, créé en 2004
- Prix Jean-Cormier, créé en 2022
- Prix Jean-Ferré, créé en 1997
- Prix Jean-Freustié, créé en 1987 et sous l'égide de la Fondation de France depuis 1996
- Grand prix Jean-Giono, créé en 1990
- Prix Jean-d'Heurs du roman historique
- Prix Jean-Jacques-Rousseau de l'autobiographie, créé en 2010
- Prix Jean-Lacouture, créé en 2021, décerné depuis 2022
- Prix Jesus Paradis, créé en 2020 par Jesus Borges (d)[7]
- Grand prix des jeunes lecteurs, créé en 1985
- Prix Jeunesse, créé en 1934, arrêté en 1972
- Prix Joseph, créé en 2018 à Montpellier par Nicolas Rey
- Grand prix de poésie Joseph-Delteil, poésie
- Prix Joseph-Kessel, créé en 1991 sous le nom Grand Prix du livre SCAM, renommé en 1997
- Prix Jules Rimet, créé en 2012
- Prix Jules-Verne, a existé de 1927 à 1933, puis de 1958 à 1963
- Prix Julia-Verlanger, créé en 1986
- Grand Prix de la Journée du manuscrit francophone, créé en 2013 par Les Éditions du Net et ActuaLitté.

## L
- Prix de l'Œuvre d'Orient, créé en 2012
- Prix L-A Finances pour la Poésie ou "Prix du Premier recueil de Poèmes", créé en 2008
- Prix de la langue française, créé en 1986
- Prix Les Inrockuptibles, crée en 2020
- Grand prix national des Lettres, créé en 1951, plus décerné depuis 1999
- Prix de littérature André-Gide, créé en 2014
- Prix des Libraires, créé en 1955
- Prix des libraires de France, créé en 1990
- Prix La Grande Ourse, créé en 2019
- Prix L'Honneur en action, anciennement (Prix Honneur et Patrie), créé en 2004.
- Prix de La Ligue de l'Imaginaire, créé en 2013
- Prix Lire dans le noir du livre audio, créé en 2009
- Prix littéraire des Lauriers Verts, créé en 2003
- Prix littéraire Lucien-Barrière, crée en 1976
- Prix littéraire de la Porte Dorée, créé en 2010, attribué par la Musée de l'Histoire de l'immigration
- Prix littéraire de la Résistance, créé en 1946
- Prix littéraire de la Ville de Caen, créé en 1975
- Prix littéraire de la vocation, créé en 1976, attribué par la Fondation Marcel-Bleustein-Blanchet pour la vocation
- Prix littéraire des grandes écoles, créé en 2009
- Prix Littéraire des Lycéens de la Ville de Caen, créé en 1998
- Prix Littéraire des Musiciens, créé en 2018
- Prix littéraire du Syndicat français de la critique de cinéma, crée en 1958, initialement intitulé Prix Armand-Tallier
- Prix Littér'Halles de la Ville de Decize, créé en 2012
- Grand prix de littérature de la SGDL, créé en 1947
- Grand prix de littérature dramatique, créé en 2005
- Grand prix de littérature Paul-Morand, créé en 1977
- Grand prix de littérature policière, créé en 1948
- Grand prix de littérature sportive, (prix Tristan-Bernard) créé en 1943
- Prix Littré, créé en 1963
- Prix du Livre Europe 1 (2000-2005)
- Prix du livre d'histoire du cinéma, crée en 2010
- Prix du Livre Inter, créé en 1975
- Prix du Livre Audio La Plume de Paon, créé en 2009
- Les Lorientales, Prix du livre créé en 2011.
- Prix Livre Mon Ami, créé en 1997
- Prix du Livre Numérique, créé en 2012
- Prix du livre politique, créé en 1995
- Prix Louis-Cros de l'Académie des sciences morales et politiques, créé en 2004
- Prix Louise-Labé, créé en 1951
- Prix Louis-Pauwels, créé en 1998

## M
- Prix du Cercle des Amis de Montesquieu, créé en 2008
- Prix de la Madeleine d'or, créé en 2001
- Prix Maison de la Presse, créé en 1970
- Prix Mallarmé, créé en 1976
- Prix Marcel-Aymé, créé en 2003
- Prix Marcel-Proust, créé en 1971
- Prix Marguerite-Duras, créé en 2001
- Prix Maurice-Renard, a existé de 1922 à 1932
- Prix Mauvais genres, créé en 2012
- Prix Max-Jacob, créé en 1950
- Prix Maya, créé en 2019
- Prix du Medec[8], créé en 1987.
- Prix Médicis, créé en 1958
- Prix Médicis essai, créé en 1985
- Prix Médicis étranger, créé en 1970
- Prix Méditerranée, créé en 1985 (catégories « Meilleur roman français » et « Meilleur roman étranger »)
- Prix du Meilleur Livre étranger, créé en 1948
- Meilleurs livres de l'année du magazine Lire
- Prix Merlin, créé en 2002
- Grand prix du roman métis, créé en 2010
- Prix du métro Goncourt, créé en 2009
- Prix littéraire du Monde, créé en 2013
- Prix Montaigne de Bordeaux, créé en 2003
- Grand prix Montblanc de la Bibliothèque nationale, créé en 1989
- Prix Montesquieu de la vigne et du vin, créé en 2010
- Prix Montyon, créé en 1782
- Grand prix des Muses, créé en 1994
- Prix Mystère, créé en 1972 (catégories « Critique » et « Meilleur roman étranger »)

## N-O
- Prix Nice-Baie-des-Anges, créé en 1996
- Prix Nomad's, créé en 2007 pour couronner les récits consacrés au voyage en langue française (roman, reportage, nouvelles, BD)
- Prix Nocturne, créé en 1962, relancé en 2006 et arrêté en 2015, il faisait rééditer une œuvre littéraire disparue
- Prix Nouveau Talent, créé en 2008
- Prix Octave-Mirbeau, créé en 2004
- Prix Octogones, créé en 1988
- Prix Orange du Livre, créé en 2009
- Prix Ozone, créé en 1997 et supprimé en 2000

## P-Q
- Prix de la Page 111, créé en 2012
- Prix de la Page 112, créé en 2011
- Prix du Patrimoine Nathan Katz, créé en 2004
- Prix Paulée de Meursault[9]
- Prix Paris-Première
- Prix Pétrarque de l'essai
- Grand prix Paul-Féval de littérature populaire, créé en 1984
- Prix Paul-Léautaud, créé en 1986
- Prix Pelléas, créé en 1997
- Prix pépin, créé en 2005
- Prix Pierre Mac Orlan créé en 2005
- Prix P.-J.-Redouté, créé en 2000
- Grand prix de poésie de la SGDL, créé en 1983
- Prix Poésie des lecteurs Lire et faire lire, créé en 2003
- Grand prix national de la poésie, créé en 1981 par Jack Lang
- Grand prix international de poésie francophone, créé en 1963
- Grand prix Palatine du roman historique, créé en 2008
- Festival Polar de Cognac, créé en 1996
- Prix du premier roman, créé en 1981
- Prix du Premier roman de femme, créé en 2006
- Prix du premier roman de l'Université d'Artois[10], créé en 1994
- Prix Première Plume, créé en 2017
- Prix du livre Produit en Bretagne, créé en 1998
- Grand prix littéraire de Provence, créé en 1960
- Prix des prix littéraires, créé en 2011
- Prix Psychologies-Fnac, créé en 2006
- Prix du Quai des Orfèvres, créé en 1946

## R
- Prix Rambert, créé en 1898, ce faisant est un des plus vieux prix littéraires francophones
- Prix Raphaël-Tardon, créé en 2007
- Prix Régine-Deforges, créé en 2015
- Prix Relay du Roman d'Évasion, créé en 1984
- Prix de La Renaissance, créé en 1921 (disparu)
- Prix Renaissance des lettres, créé en 1976
- Prix Renaudot, créé en 1926
- Prix René-Fallet, créé en 1990
- Prix Renée-Vivien, créé en 1935
- Prix Rive Gauche à Paris, créé en 2011
- Prix Robert Ganzo de poésie
- Prix Roger-Kowalski, grand prix de poésie de la ville de Lyon, créé en 1984
- Prix Roger-Nimier, créé en 1963
- Prix du roman d'aventures, créé en 1930
- Prix Roman de l'été Femme actuelle, créé en 2007
- Prix du roman gay, créé en 2013[11]
- Le Roman des Libraires E. Leclerc, créé en 2003
- Prix du Roman populaire : de 1935 à ?
- Prix du Roman populaire : créé en 2000
- Prix Eugène-Dabit du roman populiste, créé en 1931
- Prix des romancières, créé en 1999
- Prix Rosny aîné, créé en 1980 (catégories « Roman » et « Nouvelle »)
- Grand prix RTL-Lire, créé en 1992
- Prix Russophonie, créé en 2006 pour la meilleure traduction du russe vers le français

## S
- Prix SACD, offre une récompense annuelle à "des parcours d'auteurs, des parcours en mouvement".
- Prix Sade, créé en 2001
- Prix Saint-Valentin, créé en 2001
- Prix Sainte-Beuve, créé en 1946
- Prix Sang d'encre, créé en 1995
- Prix Sang d'Encre des Lycéens, créé en 1999
- Prix des Savoirs, créé en 2012
- Prix Scarron
- Prix Senghor, créé en 2006 (catégorie « Meilleur premier roman francophone »)
- Prix Sévigné, créé en 1996
- Prix Simone-Veil de Littérature, créé en 2012, remis lors du Salon des femmes de lettres
- Prix de la Société des gens de lettres
- Prix de la Société des Amis de Colette créé en 2015
- Prix de la Société des Poétes et Artistes de France
- Prix de littérature spiritualiste, créé en 1910
- Prix Stanislas du premier roman créé en 2016
- Prix Stéphane Frantz di Rippel, créé en 2022
- Prix Sully - Olivier de Serres créé en 1942

## T-U
- Prix Tour Eiffel de science-fiction, créé en 1997 et supprimé en 2001
- Grand prix national de la traduction, créé en 1985
- Trophées 813, créé en 1981 (catégories « Meilleur roman policier français » et « Meilleur roman policier étranger »)
- Prix Tropiques, créé en 1991
- Prix des Trois Couronnes, créé en 1958
- Prix Trop Virilo, créé en 2008
- Prix Trubert, fusionné en 1976 dans le Prix Montyon
- Prix Ulysse, créé en 2001

## V-W-Z
- Prix Valery-Larbaud, créé en 1967
- Prix Vasari, créé en 1986
- Prix Vauban, littéraire et autres domaines, créé en 1973
- Prix Virilo créé en 2008
- Prix Vol de Nuit, créé en 2007
- Prix de poésie de la vocation, créé en 1984
- Prix Wepler, créé en 1998
- Prix Zone franche, créé en 2009
- Prix des Zonta Clubs de France, créé en 2014
- Prix du Zorba, créé en 2012